# Santa Isabel (Santa Fe)
Santa Isabel is een plaats in het Argentijnse bestuurlijke gebied Gral. López in de provincie Santa Fe. De plaats telt 4.877 inwoners.